# The Disco Boys
The Disco Boys ist ein DJ-Team, bestehend aus Raphael Krickow (* 1966 in Osnabrück) und Gordon Hollenga (* 1969). Sie spielen eine Mischung aus Disco-Klassikern und modernen House-Songs. The Disco Boys legten unter anderem schon beim Deutschen Filmpreis, auf der Loveparade, der Nature One und der Mayday, dem Discofestival oder beim Life Ball in Wien auf. In Clubs auf der ganzen Welt sind sie als DJs unterwegs und werden unter anderem auch in China gebucht.

## Karriere
Kommerziell erfolgreich waren The Disco Boys vor allem mit Coverversionen bzw. Produktionen mit längeren Zitaten oder Samples aus anderen Songs. Ihr erster Hit in den deutschen Singlecharts, Born to Be Alive, war eine Neuauflage des Disco-Hits von Patrick Hernandez aus dem Jahr 1979. Der Gesangspart stammt von Roberto Blanco (RB).
For You, ihr bislang kommerziell erfolgreichster Titel, benutzt längere Passagen des gleichnamigen Songs von Manfred Mann’s Earth Band, das wiederum auf dem ebenfalls gleichnamigen Song von Bruce Springsteen basiert. Es wurde von Syke’N’Sugarstarr mitproduziert. In den Bundesliga-Saisons 2008/09 und 2009/2010 verwendete Borussia Dortmund den Song als Einlauflied. For You war erstmals 2005 in den Charts und wurde zwei Jahre später wiederveröffentlicht. Von 2007 bis 2010 war die Single immer wieder in den deutschen Charts, unterbrochen nur von mehreren Zwangspausen wegen einer damals gültigen Chartausschlussregel für niedrig platzierte Songs. Trotzdem brachte es das Lied auf insgesamt 93 Chartwochen und erreichte als höchste Position Platz 17. Ende 2010, über drei Jahre nach der Veröffentlichung, wurde For You mit Platin ausgezeichnet.
Hey St. Peter ist das Cover eines Titels von Flash and the Pan aus dem Jahr 1977. Die Single konnte im Februar 2006 Platz 8 der finnischen Singlechart erreichen. Die Single B-B-B-Baby zitiert den Hit You Ain’t Seen Nothing Yet von Bachman-Turner Overdrive aus dem Jahr 1974.
Am 12. Februar 2005 wurde zum 10-jährigen Bestehen der Disco Boys das Discofestival ins Leben gerufen, welches bis 2012 jährlich in den Kasseler Messehallen stattfand.
In den Jahren 2007, 2008 und 2009 veröffentlichten die Disco Boys weitere erfolgreiche Club-Hits, ohne sich Samples anderer Künstler zu bedienen. I Love You So, What You Want, Shadows und andere Singles wurden, begleitend zu ihren bestehenden Mix-Compilations, veröffentlicht und erreichten hohe Chartplatzierungen in Deutschland. Die Singles wurden größtenteils von Christoph Höffel und Robin Felder mitproduziert und geschrieben. Seit dem 23. Juni 2010 ist die Single Love Tonight erhältlich. Sie wird in einem Paket mit Remixen des Songs ausgeliefert, unter anderem von Jay Frog, Sono und den Tune Brothers.
2012 veröffentlichten The Disco Boys Around the World, im Original von ATC. Für das Cover erhielt das Duo den Segen des Urhebers Alex Christensen und enthielt dank dessen Erlaubnis die Gesangsspuren des Originals. Auch als Remixer machten sich The Disco Boys einen Namen und veredelten Titel von Rosenstolz, Ich + Ich, Mia., Roger Sanchez, Axwell und vielen anderen für die Tanzfläche.

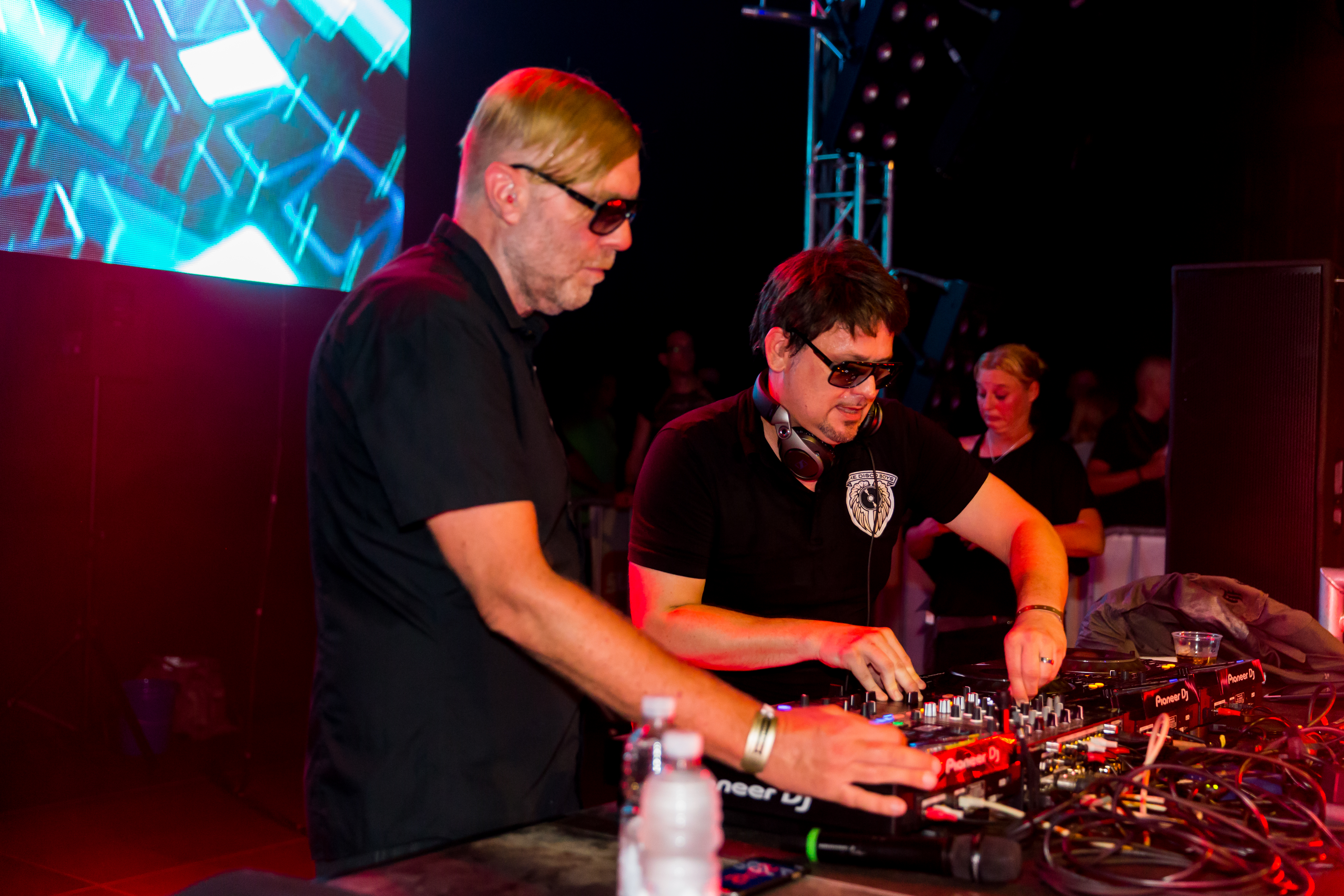
The Disco Boys in Mannheim bei Sunshine Live – Die 2000er Live on Stage (2016)

The Disco Boys veröffentlichen Jahr für Jahr eine selbstbetitelte Mix-Compilation, auf der sie die besten Tracks aus ihren DJ-Sets verewigen. Zum ersten Mal erschien diese als Doppelalbum im Jahr 2001. Seit 2012 besteht sie aus drei DJ-Mixen auf drei CDs. Die Reihe erreichte stets die deutschen Compilationcharts. Zu jeder neuen Ausgabe produzieren die Disco Boys eine Single.

## Diskografie

### Studioalben
| Jahr | Titel                   | Höchstplatzierung, Gesamtwochen, AuszeichnungChartsChartplatzierungen (Jahr, Titel, Platzierungen, Wochen, Auszeichnungen, Anmerkungen) | Anmerkungen                |
| Jahr | Titel                   | DE | Anmerkungen                |
| ---- | ----------------------- | --- | -------------------------- |
| 2003 | Volume 3 (grünes Cover) | DE93 (1 Wo.)DE | Erstveröffentlichung: 2003 |

Weitere Studioalben
- 2001: Volume 1 (silbernes Cover)
- 2002: Volume 2 (rotes Cover)
- 2004: Volume 4 (gelbes Cover)
- 2005: Volume 5 (weißes Cover)
- 2006: Volume 6 (schwarzes Cover)
- 2007: Volume 7 (ockerfarbenes Cover)
- 2007: Volume 8 (karmesinrotes Cover)
- 2008: Volume 9 (blaues Cover)
- 2010: Volume 10 (goldenes Cover)
- 2011: Volume 11 (violettes Cover)
- 2012: Volume 12 (regenbogenfarbenes Cover)
- 2013: Volume 13 (silberfarbenes Cover)
- 2014: Volume 14 (gelb/schwarzes Cover)
- 2015: Volume 15 (grau/pinkes Cover)
- 2016: Volume 16 (beige/buntes Cover)
- 2018: Volume 17 (schwarz/pinkes Cover)
- 2018: Volume 18 (weiß/türkises Cover)
- 2019: Volume 19 (schwarz/grün/blaues Cover)
- 2020: Volume 20 (schwarz/weißes Cover)
- 2022: Volume 21 (buntes Cover)
- 2022: Volume 22 (pinkes Cover)
- 2023: Volume 23 (goldbraunes Cover)
- 2024: Volume 24

### Singles
| Jahr | Titel Album                                  | Höchstplatzierung, Gesamtwochen, AuszeichnungChartplatzierungen (Jahr, Titel, Album, Platzierungen, Wochen, Auszeichnungen, Anmerkungen) | Höchstplatzierung, Gesamtwochen, AuszeichnungChartplatzierungen (Jahr, Titel, Album, Platzierungen, Wochen, Auszeichnungen, Anmerkungen) | Anmerkungen                                                           |
| Jahr | Titel Album                                  | DE | AT | Anmerkungen                                                           |
| ---- | -------------------------------------------- | --- | --- | --------------------------------------------------------------------- |
| 2001 | Born to Be Alive Volume 1                    | DE62 (3 Wo.)DE | — | Erstveröffentlichung: 2. Juli 2001 feat. RB                           |
| 2003 | We Came to Dance Volume 3                    | — | — | Erstveröffentlichung: 18. September 2003                              |
| 2004 | Here on My Own Volume 10                     | DE75 (6 Wo.)DE | — | Erstveröffentlichung: 18. März 2004                                   |
| 2005 | For You Volume 5 / Volume 10                 | DE17 ×3Dreifachgold · (93 Wo.)DE | AT45 (4 Wo.)AT | Erstveröffentlichung: 31. Januar 2005 feat. Manfred Mann’s Earth Band |
| 2006 | Hey, St. Peter Volume 10                     | DE28 (9 Wo.)DE | AT41 (5 Wo.)AT | Erstveröffentlichung: 27. Januar 2006                                 |
| 2006 | B-B-B-Baby / Ghost Town Volume 10            | — | — | Erstveröffentlichung: 10. März 2006 feat. Jonny Logan                 |
| 2007 | What You Want Volume 10                      | DE58 (9 Wo.)DE | — | Erstveröffentlichung: 13. April 2007                                  |
| 2007 | I Love You So Volume 10                      | DE51 (9 Wo.)DE | — | Erstveröffentlichung: 17. August 2007                                 |
| 2007 | If I Can’t Have You (The Disco Boys Remix) – | DE71 (3 Wo.)DE | — | Erstveröffentlichung: 16. November 2007 Bee Gees vs. The Disco Boys   |
| 2007 | Start All Over Again Volume 10               | DE54 (4 Wo.)DE | — | Erstveröffentlichung: 23. November 2007                               |
| 2008 | Shadows Volume 10                            | DE66 (5 Wo.)DE | — | Erstveröffentlichung: 10. Oktober 2008                                |
| 2009 | The Voice Volume 10                          | DE71 (3 Wo.)DE | — | Erstveröffentlichung: 28. August 2009 feat. Midge Ure                 |
| 2009 | Lunatic Volume 9 / Volume 10                 | — | — | Erstveröffentlichung: 2009                                            |
| 2010 | I Surrender Volume 10                        | DE28 (10 Wo.)DE | AT42 (3 Wo.)AT | Erstveröffentlichung: 26. März 2010                                   |
| 2010 | Love Tonight Volume 10                       | DE73 (1 Wo.)DE | — | Erstveröffentlichung: 9. Juli 2010                                    |
| 2012 | Around the World Volume 12                   | DE31 (6 Wo.)DE | AT66 (1 Wo.)AT | Erstveröffentlichung: 27. Januar 2012                                 |
| 2012 | Life Is Always New Volume 13                 | DE81 (1 Wo.)DE | — | Erstveröffentlichung: 19. Oktober 2012 feat. Mimi Perez               |

### Remixe
- Jacky S – Knock on Wood (Abfahrt, 05/02)
- Bootsy Collins – Play with Bootsy (eastwest, 07/03)
- Marilyn’s Boys – I’ll Give You the Stars (edel, 10/03)
- 2Black – Waves of Luv (Kontor, 01/05)
- Carolina Marquez – The Killer’s Song (Kontor, 02/05)
- The Lovefreaks – Shine (Kontor, 04/05)
- Hacienda – Makin’ Luv (Ministry Of Sound, 08/05)
- Discoblaster – Fading (Universal, 09/05)
- Kujay Dada – Let It Play (Tiger Records, 10/05)
- Lost Daze – Illusions (X-Mix US, tba)
- The Freemasons – Love on My Mind (Loaded UK, tba)
- Superfunk – Lucky Star 2005 (Kontor, tba)
- Master Blaster – Since You’ve Been Gone (clubland)
- M&M – Echo Beach (2006)
- Tapedeck Projects – TKKG (Sugaspin, 01/06)
- Jestofunk – Say It Again (Kontor, 02/06)
- Bee Gees – If I Can’t Have You (Warner, 11/07)
- Marquess – Vayamos compañeros (Starwatch Music, 06/08)
- Finger & Kadel – Mana Mana (Gimme 5 Records, 02/09)
- Rosenstolz – Blaue Flecken (Island (Universal), 04/09)
- Ace of Base – All For You (2010)
- Axwell – I Found U (2010)
- Toto – Hold the Line (2011)
- Rosenstolz – Wir sind am Leben (Island (Universal), 09/11)
- Charlee – Boy Like You (2011)
- Aura Dione – Geronimo (2011)
- Ich + Ich – Pflaster (2011)
- TV Rock – Diamonds In The Sky (2011)
- Mic Donnet – Losing You (2012)
- Leo Gallo – Extravaganza (2012)
- Marcapasos ft. Janosh – Monster 2K10 (2012)
- Mia. – Immer wieder (2012)